# Платоновский район
Платоновский район — административно-территориальная единица в составе Воронежской и Тамбовской областей, существовавшая в 1935—1959 годах. Центр — село Платоновка.
Платоновский район был образован в составе Воронежской области 18 января 1935 года. В его состав вошли Дмитриевщинский, Мало-Талинский, Никольский, Рождественский, Рябиновский, Саюкинский, Столовский и Шатиловский сельсоветы Рассказовского района, а также Больше-Талинский, Татарщинский и Телешовский с/с Бондарского района.
27 сентября 1937 года Платоновский район был передан в Тамбовскую область.
30 октября 1959 года Платоновский район был упразднён. При этом Октябрьский с/с был передан в Кирсановский район, Больше-Талинский, Никольский, Платоновский, Рождественский, Саюкинский и Татарщинский с/с — в Рассказовский район, а Мало-Талинский и Столовский с/с — в Тамбовский район.